# Institut Français

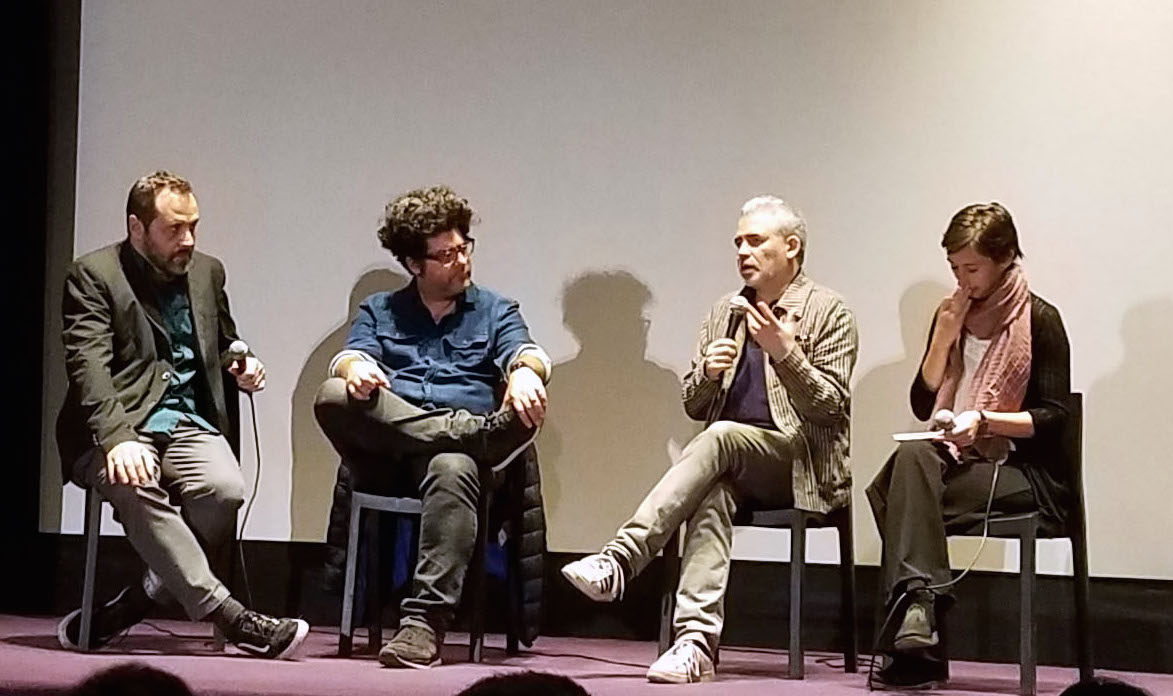
O cineasta francês Stéphane Brizé (segundo da direita) em Buenos Aires em 2019, em evento apoiado pelo Institut Français da Argentina.

O Institut Français (em francês, no original: Institut Français ; "Instituto Francês", em português) é uma organização pública francesa (EPIC) tendo sido criado em 1907 pelo Ministério dos Negócios Estrangeiros francês para promover as culturas francesa, francófona e locais em todo o mundo, tendo substituido, em 2011, o projeto CulturesFrance como enquadramento para todos os projetos de extensão cultural francesa, com um âmbito de atividade ampliado e aumento de recursos (Decreto n.º 2010-1695, de 30 de dezembro de 2010, em resposta à lei relativa ao âmbito externo do Estado adotada em 12 de julho de 2010).
Presidido por Eva Nguyen Binh e tendo como diretor-geral Erol Ok e como secretário-geral Thomas Hannebique, o Instituto Francês trabalha em estreita colaboração com a rede cultural francesa no exterior, composta por mais de 150 filiais suas e de quase 1000 filiais da Alliance Française em todo o mundo. O processo de incorporação das redes culturais de uma dezena de missões diplomáticas foi realizado de janeiro de 2011 a 2014 como uma experiência nos seguintes países: Camboja, Chile, Dinamarca, Emirados Árabes Unidos (EAU), Geórgia, Gana, Índia, Kuwait, Reino Unido, Senegal, Sérvia, Singapura e Síria (suspensa devido à situação política na Síria.)
O governo encarregou o Institut Français de promover a cultura francesa no exterior por meio de intercâmbios artísticos: artes cênicas, artes visuais, arquitetura, difusão mundial de livros franceses, cinema, tecnologia e ideias. Nesse sentido, o instituto desenvolveu um novo programa científico para a divulgação da cultura.
O Institut Français acolhe missões culturais estrangeiras através da organização de "temporadas" ou festivais e da cooperação com os países do sul, assegurando inclusive a gestão dos fundos do "Fonds Sud Cinema" em parceria com o Centro Nacional de Cinematografia e a Imagem em Movimento .
Também oferece formação para missões recém-criadas e profissionalização de funcionários da rede cultural francesa internacional.

## História dos institutos e centros culturais franceses
O primeiro instituto francês, o Institut Français de Florence, foi fundado em 1907 em Florença por Julien Luchaire, com a ajuda da Faculdade de Letras de Grenoble, seguido por outros que desempenhariam um papel importante na criação de laços culturais profundos entre a França e outros países.
Historicamente, as instituições francesas criadas na primeira metade do século XX eram vinculadas a instituições acadêmicas, enquanto os centros culturais franceses, geralmente criados no final da segunda metade do século XX ou no início do século XXI, foram criados pelo governo francês. Essa diferença não existe mais e os centros culturais passaram a adotar o nome de Institut Français.
Algumas instituições têm estatuto binacional, regido por um acordo bilateral entre os governos, nomeadamente na Guiné (Conacri), Guiné-Bissau (Bissau), Moçambique (Maputo), Namíbia (Windhoek) e Níger ( Centro Cultural Jean Rouch Franco-Nigerien de Niamey).
As 143 instituições francesas e centros culturais franceses são instituições localizadas fora da França sob a tutela do Ministério das Relações Exteriores e encarregadas de promover a cooperação audiovisual intelectual e cultural entre profissionais, apresentando a arte francesa, francófona, bem como a arte tradicional e contemporânea local para todos os públicos (desde logo, com o público jovem), promovendo o ensino superior francês a estudantes e professores estrangeiros e oferecendo uma gama completa de cursos e exames internacionais da língua francesa.
Geralmente têm, nas embaixadas da França das quais dependem, um estatuto de autonomia financeira (mas não legal). Isso também confere ao seu diretor o estatuto de decisr e responsável pelo orçamento destinado ao estabelecimento (que é uma doação do Ministério das Relações Exteriores e de recursos próprios) e um fundo de reserva não limitado a um único ano, o que permite a criação de programas plurianuais.
São financiados total ou parcialmente por receitas próprias provenientes do ensino do francês como língua oficial ou estrangeira (dependendo dos países) e por patrocínios (nos casos enm que existe uma ambição genuína em termos de desenvolvimento cultural).
Além disso, os institutos franceses de pesquisa no exterior (IFRE) dependem conjuntamente do Ministério das Relações Exteriores e do CNRS.
Atualmente, as instituições francesas e os centros culturais franceses (RTCs) são alavancas essenciais para o desenvolvimento da cooperação entre os profissionais da rede cultural e educativa, bem como para a promoção da diversidade cultural e linguística.

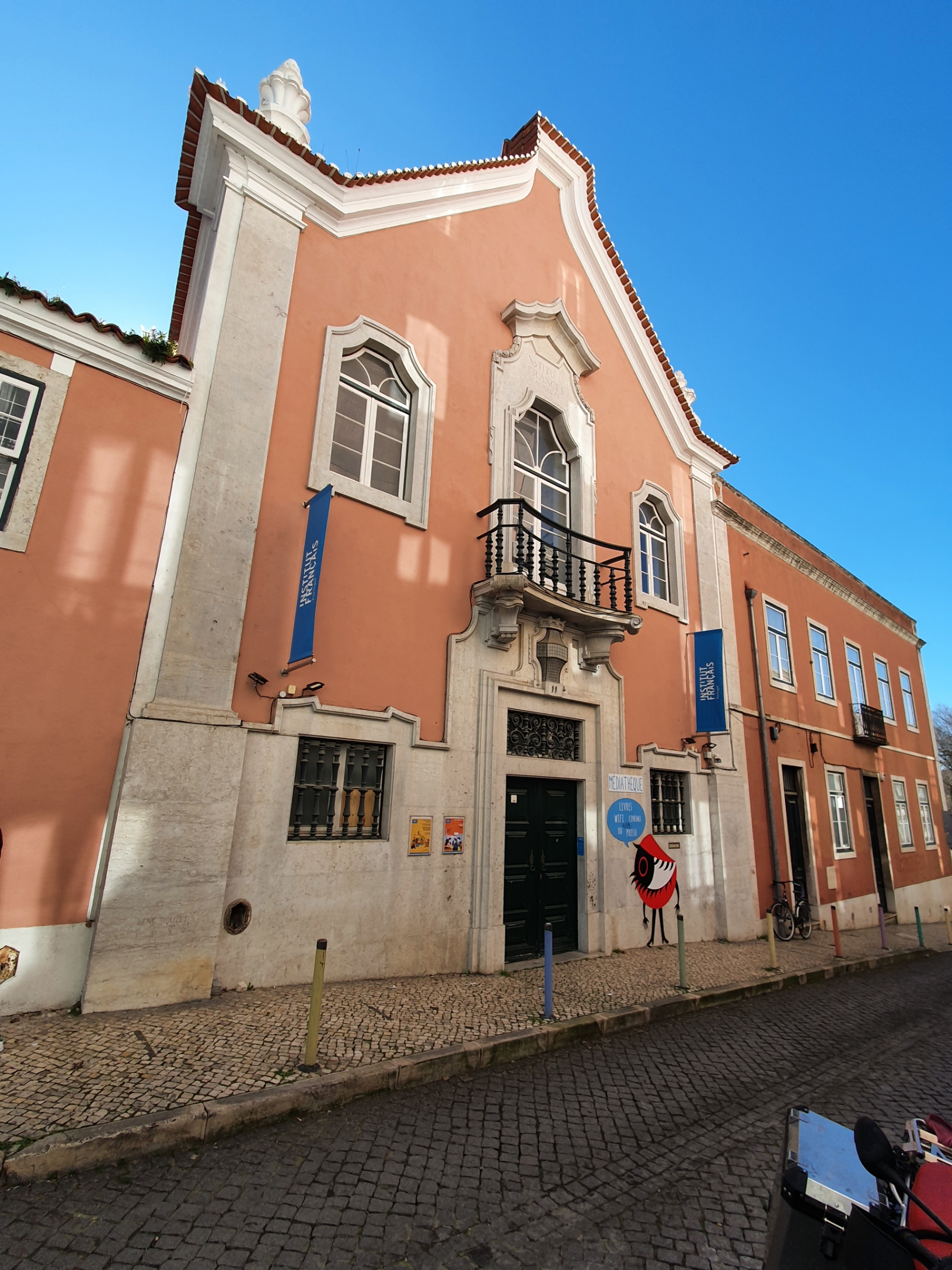
Instituto Francês de Portugal - em Lisboa

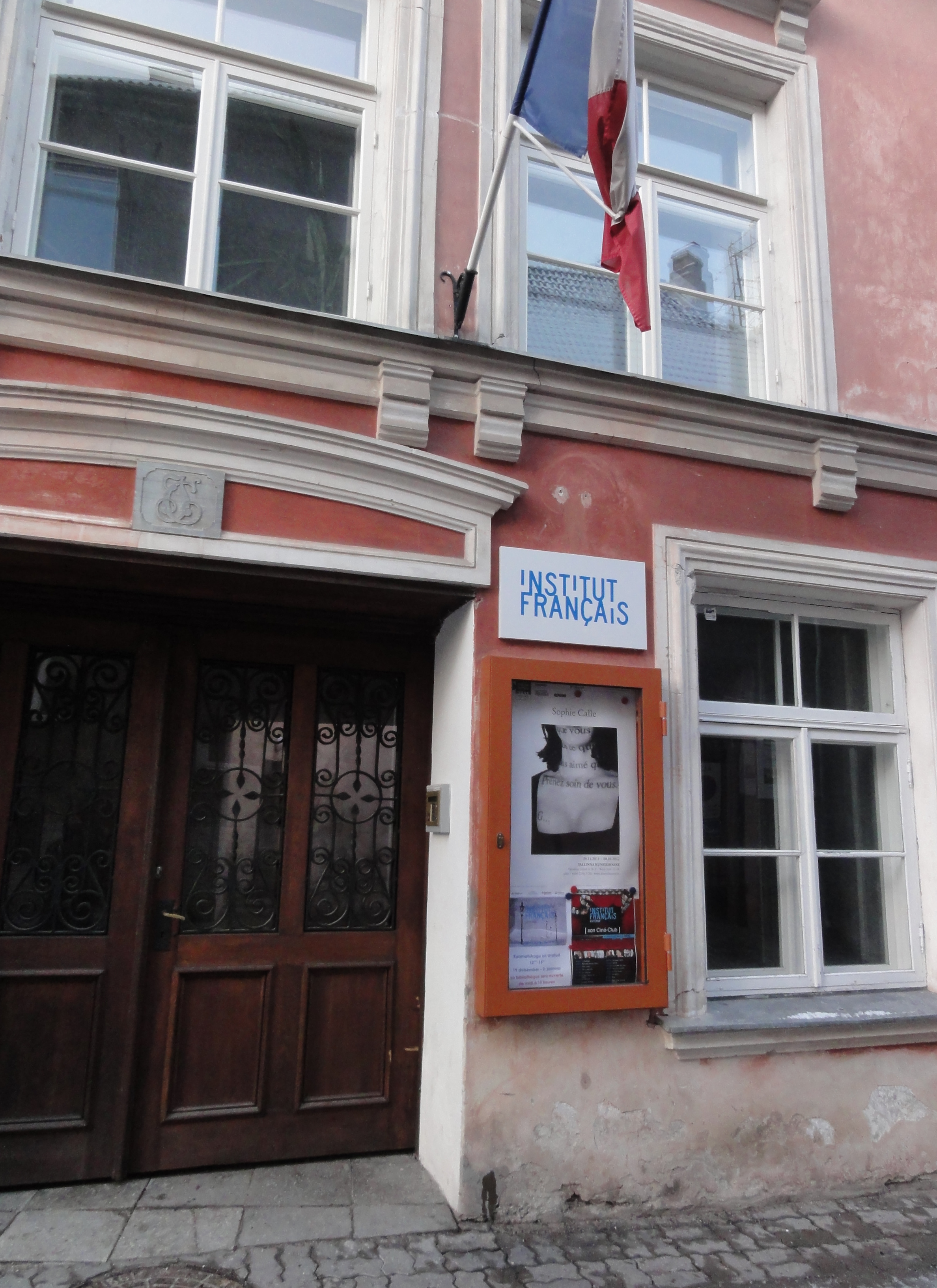
Institut Français - Estónia

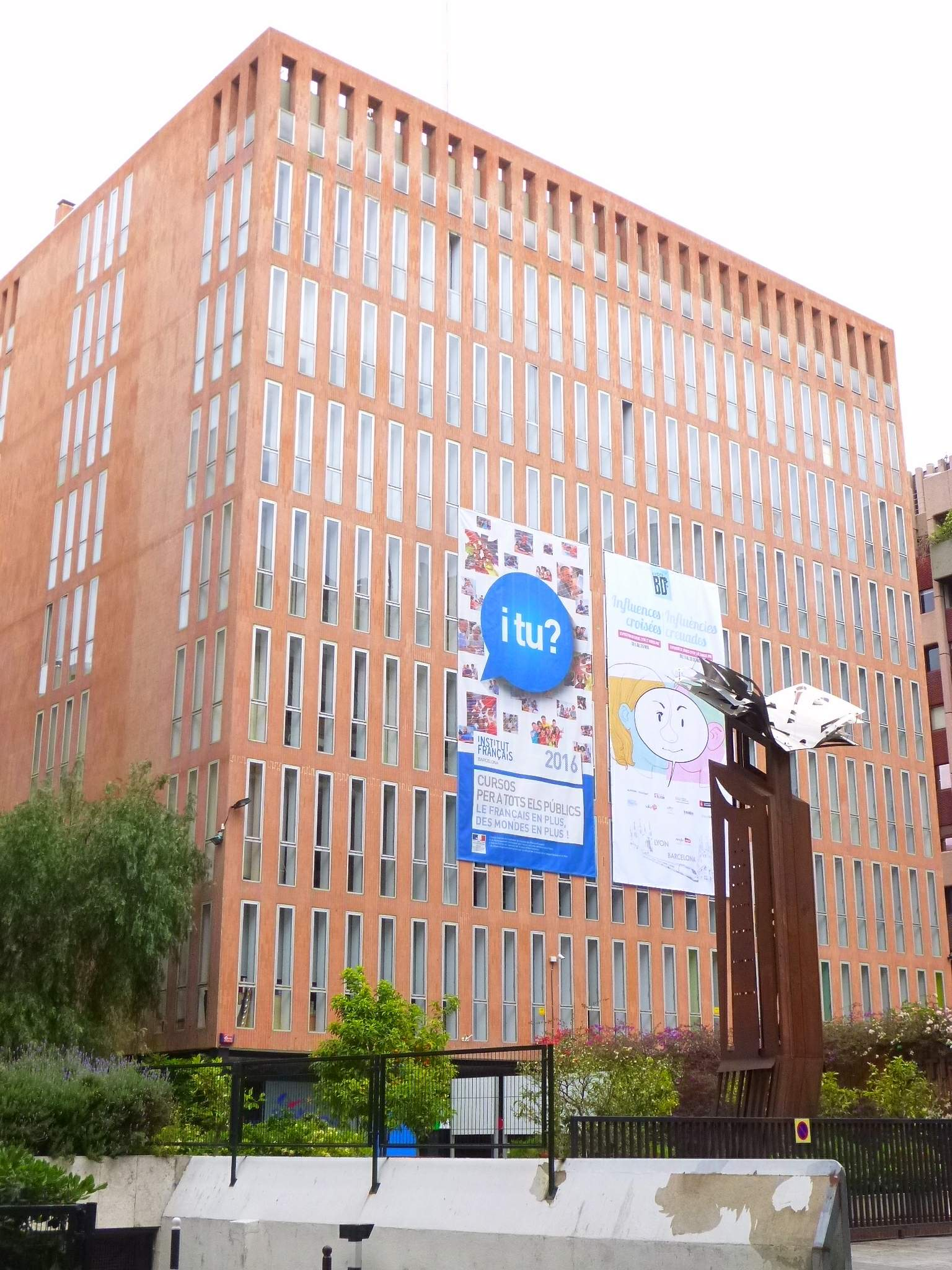
Institut Français - Barcelona

Institut Français no Japão – Kansai

Institut Français - Stuttgart

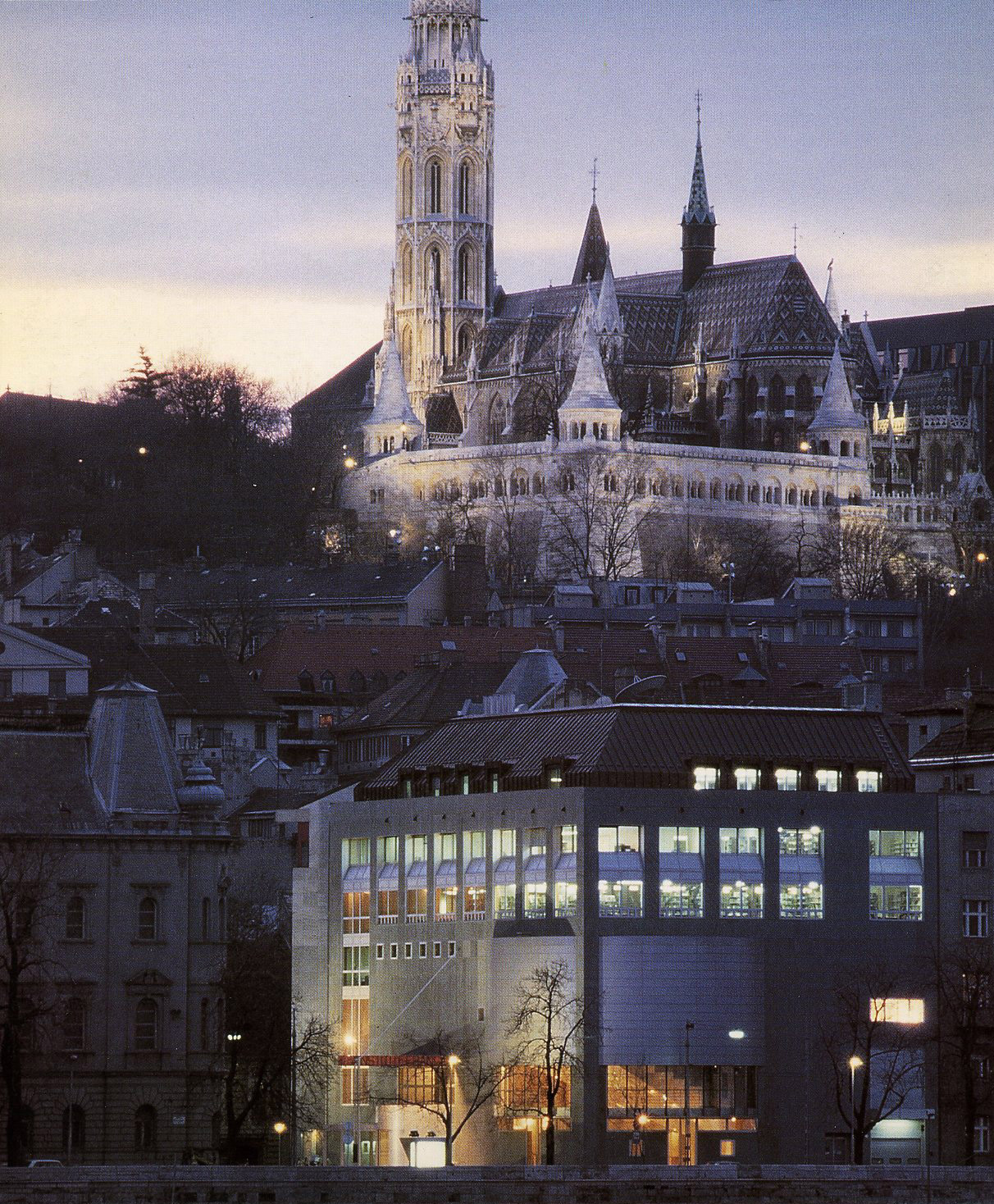
Institut Français da Hungria - Budapeste

## Alguns institutos franceses internacionais

### Institutos culturais

#### Na Europa
- Institut Français d'Allemagne
- Institut Français de Ankara
- Institut Français d'Athènes
- Institut Français de Barcelona
- Instituto Francês de Belgrado
- Institut Français de Bilbau
- Instituto Francês de Bratislava
- Institut Français de Bucarest
- Instituto Francês de Budapeste
- Institut Français du Danemark

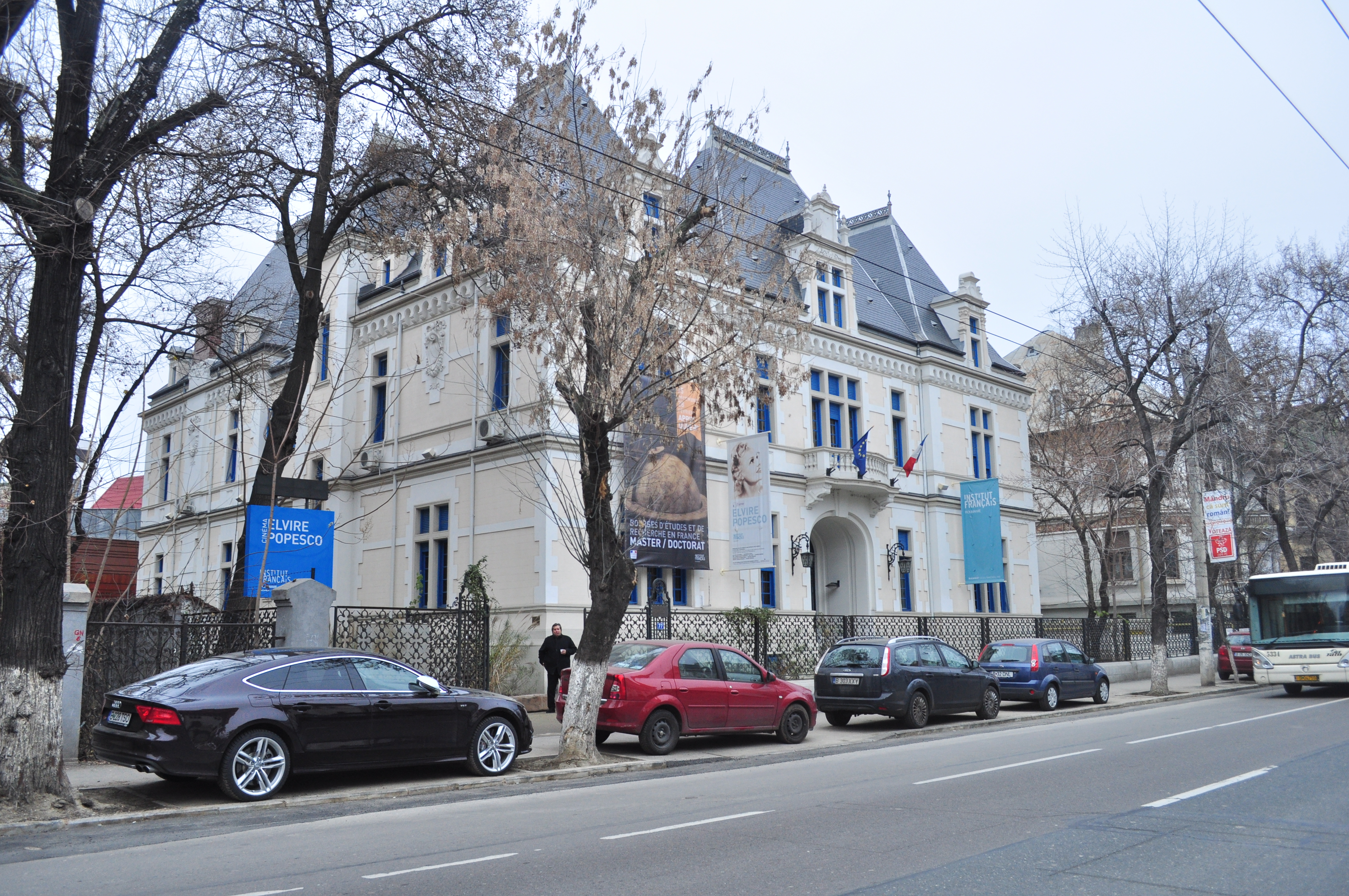
Institut Français em Bucareste, Romênia

- Institut Français da Escócia ( Edimburgo )
- Institut Français de Finlande
- Institut Français de Florence
- Institut Français d'Istanbul
- Institut Français d'Italie
- Institut Français de Lettonie
- Institut Français du Royaume-Uni ( Londres )
- Institut Français de Madrid
- Instituto Francês de Nápoles
- Institut Français de Milan
- Institut Français de Norvège
- Institut Français de Novi Sad
- Institut Français de nis
- Institut Français de Palerme
- Institut Français da Polónia : Cracóvia e Varsóvia
- Instituto Francês de Portugal
- Instituto Francês de Praga
- Institut Français - Centre Saint-Louis ( Roma )
- Institut Français de Roumanie ( Bucareste )
- Institut Français de Saint-Pétersbourg
- Institut Français de Saragosse
- Instituto Francês de Sarajevo
- Institut Français de Sofia
- Institut Français de Slovénie
- Instituto Francês de Estocolmo
- Instituto Francês de Stuttgart
- Institut Français d'Estonie ( Tallinn )
- Institut Français des Pays-Bas
- Institut Français de Grèce ( Thessalonique )
- Institut Français de Thessalonique
- Institut Français d'Ukraine ( Kiv )
- Instituto Francês de Valence
- Institut Français de Vienne
- Instituto Francês de Zagreb

#### Fora da Europa

##### África
- Instituts Français en Algérie ( Argélia ) em Argel, Oran, Constantine, Annaba e Tlemcen
- Instituts Français au Maroc ( Marrocos ) em Agadir, Casablanca, Fes, Marrakech, Meknes, Oujda, Rabat-Salé e Tânger
- Institut Français en Mauritanie ( Mauritânia ) em Nouakchott
- Institut Français à Maurice ( Maurício ) em Beau-Bassin Rose-Hill
- Institut Français Léopold Sédar Senghor ( Senegal ) em Dakar
- Institut Français au Bénin em Cotonou
- Institut Français en Côte d'Ivoire em Abidjan
- Institut Français au Gabão em Libreville
- Institut Français au Ghana em Acra
- Institut Français au Soudan em Cartum
- Institut Français au Togo em Lomé
- Institut Français en Libye em Tripoli e Benghazi
- Institut Français en Tunisie em Tunis
- Institut Français en Égypte em Alexandria, Cairo e Heliópolis
- Institut Français au Cap-Vert
- Instituto Francês da República Democrática do Congo em Kinshasa
- Institut Français au Congo em Brazzaville
- Institut Français en Guinée équatoriale
- Instituto Francês da Nigéria

##### América
- Institut franco-chilien - Instituto Chileno-Francês em Providencia (Chile)
- Institut Français da América Latina no México
- Institut Français au Canada
- Institut Français aux États-Unis
- Institut Français en Haïti em Porto Príncipe

##### Ásia
- Institut Français de Singapour em Singapura
- Institut Français au Cambodge ( Camboja ) em Battambang, Phnom Penh e Siem Reap
- Institut Français en Chine ( China ) em Pequim
- Institut Français en Birmanie ( Myanmar ) em Rangum
- Institut Français en Inde ( Índia ) em Nova Deli
  - antena em Pondichéry
- Institut Français d'Indonésie ( Indonésia ) em Jacarta, Bandungue, Surabaia e Jogjakarta
- Institut Français de Tel-Aviv ( Israel ) em Tel Aviv
- Institut Français de Jérusalem - Romain Gary, Jérusalem
- Institut franco-japonais ( Japão )
  - Institut franco-japonais de Tokyo et Yokohama
  - Institut franco-japonais du Kansai em Kyoto
  - Institut franco-japonais du Kyushu em Fukuoka
- Mission culturelle Française au Liban ( Líbano ) em Beirute ( Beirute ), Tripoli, Sidon ( Saïda ), Deir al-Qamar, Zahlé, Jounieh, Nabatieh, Tire ( Tyr ) e Baalbek ( Balbecq )
- Institut Français en Irak em Bagdá e Erbil
- Institut Français aux Emirats Arabes Unis em Abu Dhabi
- Institut Français en Corée du Sud em Seul
- Institut Français au vietnam
  - no L'Espace, Hoan Kiem, Hanói
  - em Ha Dong, Hanói
  - em Huế
  - em Da Nang
  - na cidade de Ho Chi Minh

### Institutos de pesquisaIFRE
- Centre de recherche Français à Jérusalem (CRFJ) - Israel
- Centre Français de recherche en sciences sociales (CEFRES) - Praga
- Institut de recherche sur le Maghreb contemporain (IRMC) - Tunis
- Institut de recherche sur l'Asie du Sud-Est contemporaine (IRASEC) - Bangkok
- Institut Français d'archéologie orientale (IFAO) - Le Caire (rattaché au MESR et non au MAEE)
- Institut Français de Pondichéry (IFP) - Pondichéry
- Institut Français de recherche en Afrique IFRA-Nigéria et IFRA-Nairobi
- Institut Français de Recherche en Iran (IFRI) - Téhéran
- Institut Français du Proche-Orient (IFPO) - Damas – Beyrouth – Amã
- Institut Français d'Afrique du Sud (IFAS) - Joanesburgo
- Institut Français d'études anatoliennes Georges Dumézil (IFEA) - Istambul
- Institut Français d'études andines (IFEA) - Lima
- Institut Français d'études sur l'Asie centrale (IFEAC) - Tachkent
- Maison Française d'Oxford (MFO) - Grande-Bretagne